# Santa Rita (El Salvador)
Santa Rita é um município do departamento de Chalatenango, em El Salvador. Sua população estimada em 2007 era de 5 985 habitantes.